# Жозеф Бальзамо (мини-сериал)
«Жозе́ф Бальзамо́»  (фр. Joseph Balsamo; оригинальное название «Калио́стро» (фр. Cagliostro) —  7-серийный мини-сериал 1972 (1973) года режиссёра Андре Юнебеля с Жаном Маре в главной роли. Экранизация романов Александра Дюма-отца «Жозеф Бальзамо» и «Ожерелье королевы».

## Сюжет
Действие начинается в 1770 году и разворачивается во Франции во время трагических событий последних лет царствования Людовика XV.
«Пролог».
На одном из собраний магистров влиятельных тайных обществ принято решение способствовать свержению монархии во Франции. С этой целью в Париж посылают Жозефа Бальзамо — искусного гипнотизёра, лекаря и чародея, обладающего даром предвидеть будущее. Заговорщики предоставляют Бальзамо неограниченные источники денег.
По пути в Париж Бальзамо останавливается в провинциальном замке Таверне, в котором мирно живут старый барон де Таверне, его юная дочь — красавица Андре и сын Филипп. В Таверне также живёт Жильбер — молодой садовник, молочный брат мадемуазель де Таверне, влюблённый в неё. В замке Таверне одновременно с Бальзамо останавливается Мария-Антуанетта-Йозефа со свитой, будущая королева Франции, направляющаяся в Париж, чтобы выйти замуж за дофина Франции, будущего короля Людовика XVI. Мария-Антуанетта просит Бальзамо предсказать ей её судьбу. Сначала Бальзамо отказывается, но после неоднократных просьб показывает ей её изображение в графине с водой, и от того, что Мария-Антуанетта там видит, она в ужасе падает в обморок.
Барон де Таверне, благодаря протекции будущей дофины, решает переехать в Париж с семьёй: Филипп делает карьеру в армии, Андре должна статья фрейлиной Марии-Антуанетты. Жильбер принимает решение тоже отправиться в Париж и пешком идёт покорять столицу. В Париже он случайно знакомится с гениальным Жан-Жаком Руссо, который на долгие годы становится его наставником и другом. Под руководством Руссо и при покровительстве Бальзамо Жильбер выбирает стезю врача.
Часть 1. «Аудиенция в Версале».
В Версале все говорят о Жозефе Бальзамо, все хотят увидеть его экстрасенсорные способности. Бальзамо начинает с помощью мелких интриг подрывать репутацию Людовика XV. Это ему легко удаётся, так как фаворитку короля, мадам Дюбарри, ненавидят при дворе и презирают в народе. Бальзамо помогает фаворитке получить желаемое для неё официальное представление ко двору (даже её любовник не может нарушить этикет своего двора, но до вмешательства Бальзамо соблюсти его было невозможно). Обеспечив Дюбарри официальное представление, Бальзамо завоёвывает её благодарность, и таким образом влияет на обстановку при дворе и суд народа. Затем Бальзамо затевает рискованную интригу с кардиналом де Роганом, вовлекая его в дело об ожерелье королевы.
Часть 2. «Алхимик».
Бальзамо действует осторожно, он живёт недалеко от Парижа со своей прелестной молодой женой Лоренцой Фелициани, уроженкой Рима.  Однако их брак целомудрен: в состоянии гипноза Лоренца может видеть прошлое, настоящее и будущее, однако её дар зависит от её невинности. При этом Лоренца разрывается между любовью к Бальзамо (в состоянии гипноза) и страхом (в состоянии бодрствования). Бальзамо не может обойтись без навыков Лоренцы и часто использует жену в качестве медиума в своих целях.
Огромные неудобства доставляет Бальзамо также живущий в его доме алхимик Альтотас, его учитель, одержимый желанием продлить свою жизнь. Альтотас требует от Бальзамо привести к нему ребёнка или девственницу для жертвоприношения, так как только их кровь должна использоваться для приготовления чудотворного эликсира жизни. Бальзамо отказывается.
Однажды Лоренце удаётся бежать и добраться в карете до ближайшего монастыря, в котором она надеется обрести убежище. Однако и там Лоренца не чувствует себя в безопасности, она начинает исповедоваться настоятельнице, дочери короля...
Часть 3. «Интрига».
Влияние мадам Дюбарри при дворе короля Людовика XV начинает уменьшаться. Королю приглянулась красавица Андре де Таверне, и он хочет сделать девушку своей любовницей. Отец Андре согласен отдать дочь королю в обмен на почести и богатство. Подкупленная горничная подсыпает ни о чём не подозревающей Андре препарат, который должен сделать её покорной и сонной при визите короля. Однако девушка не успевает его выпить: появляется Бальзамо, который вводит Андре в состояние транса. Ещё в замке Таверне он заметил, что она имеет способности, подобные тем, что были у Лоренцы. Сейчас, когда жена пропала, Бальзамо решает использовать Андре для розыска Лоренцы. Узнав, что Лоренца просит о помощи дочь короля, что у неё с собой ларец с письмами участников заговора, Бальзамо спешит в монастырь, забыв вывести Андре из гипноза. Вскоре появляется король, но находит девушку в бессознательном состоянии. Ужаснувшись, он вернулся к мадам Дюбарри. За Андре всё это время ревниво следил влюблённый в неё с детства Жильбер. После того, как из комнаты Андре вышел король, туда проникает Жильбер и, мучимый любовью, ревностью и гневом, овладевает ей, по-прежнему находящейся в забытьи.
Бальзамо успевает добраться до монастыря и, вновь подчинив Лоренцу своим чарам, увести с собой прямо из кельи принцессы, прихватив с собой и ларец.
Через некоторое время Андре обнаруживает, что беременна. Андре в отчаянии признаётся брату, что ничего не помнит и просит о помощи. Филипп клянётся найти негодяя, обесчестившего его сестру, и вызвать на дуэль. Жильбер раскрывает Андре правду и просит выйти за него замуж, но разгневанная мадемуазель де Таверне с презрением отвергает насильника и простолюдина. Жильбер бежит. Когда у Андре  рождается  ребёнок, Жильбер выкрадывает новорождённого, опасаясь, что де Таверне могут отдать младенца на воспитание в чужую семью. Андре в отчаянии и от своего бесчестья, и от пропажи ребёнка.
Часть 4.
Дни Бальзамо при французском дворе сочтены, он теряет доверие своих товарищей заговорщиков, подозревающих, что Лоренца выдала их. Однако Бальзамо счастлив: после возвращения Лоренцы он решает осуществить их брак, плотская любовь творит чудо с Лоренцей: она утрачивает свой дар прозрения, но при этом любит Бальзамо и в состоянии бодрствования. Однако в отсутствие Бальзамо Альтотас, одержимый эликсиром жизни, убивает Лоренцу. Бальзамо прибывает слишком поздно, он находит торжествующего Альтотаса и труп своей возлюбленной. С ненавистью он сообщает старому колдуну, что Лоренца не была девственницей в момент смерти, Альтотас в ужасе, ведь это значит, что эликсир жизни превратился в яд, которым он сам себя отравил. В этот момент прибывают заговорщики с требованием судить и казнить Лоренцу за предательство, Бальзамо показывает им мёртвое тело своей жены.
Тем временем умирает король Людовик XV, мадам Дюбарри вынуждена бежать из Версаля, все планы заговорщиков по подготовке Великой французской революции откладываются: новый монарх дарит новые надежды, надо ждать, когда Людовик XVI разочарует свой народ.

## В ролях
| Актёр            | Роль                        |
| ---------------- | --------------------------- |
| Жан Маре         | Жозеф Бальзамо              |
| Удо Кир          | Себастьен Жильбер           |
| Луиза Марло      | графиня Дюбарри             |
| Олимпия Карлизи  | Лоренца Фелициани           |
| Дорис Кунстманн  | Андреа де Таверне           |
| Леонс Корн       | Альтотас                    |
| Ги Трежан        | король Людовик XV           |
| Френсис Клод     | маршал Ришельё              |
| Анри Гизоль      | барон де Таверне            |
| Бернар Алан      | Филипп де Таверне           |
| Габриэль Каттан  | кардинал де Роган           |
| Ален Нобис       | герцог де Шуазёль           |
| Ги Делорм        | Энрике Санчес               |
| Паскаль Терсу    | Фриц, слуга Бальзамо        |
| Оливье Юссено    | Жан-Жак Руссо               |
| Анри-Жак Юэ      | Жан Дюбарри                 |
| Мари-Франс Больё | Шон Дюбарри                 |
| Патрисия Лезьё   | Мария-Антуанетта            |
| Жак Бернар       | Дофин (будущий Людовик XVI) |
| Аннетт Пави      | Николь Леге                 |
| Франсуа Местр    | потерпевший                 |
| Жерар Берне      | Марат                       |
| Мишель Шевалье   | рассказчик                  |
| Николь Море      | мадам де Граммон            |

## Съёмочная группа
- Режиссёр: Андре Юнебель
- Сценаристы: Пьер Ниволе, Рихард Жене, Фридрих Цель
- Композиторы:  Юбер Ростен, Ханс Посегга
- Оператор:  Клод Робен
- Художник-постановщик: Макс Дуи
- Художник по костюмам: Мирей Лейде
- Монтажёры: Колетт Ламберт, Ева-Мария Титте
- Бои и каскадёры под управлением Клода Карлье

## История создания, критика
- Итальянский авантюрист Калиостро (настоящее имя которого было Джузеппе Бальзамо) родился в Палермо в 1743 году, а умер в 1795 году  в Сан-Лео в Римини. Калиостро занимался спиритизмом, алхимией, называл себя разными именами и имел большой успех почти во всех крупных городах Европы в XVIII веке. В 1791 году он был осуждён инквизицией и исчез до конца своей жизни за тюремными стенами.
- Александр Дюма-отец в своём романе показывает Калиостро в качестве заговорщика и пионера революции во Франции.
- Мини-сериал «Жозеф Бальзамо» (оригинальное название «Калиостро») является экранизацией первых двух романов из четырёх историко-приключенческого цикла Александра Дюма-отца под  общим названием «Записки врача», в который входят романы «Жозеф Бальзамо», «Ожерелье королевы», «Анж Питу», «Графиня де Шарни» и примыкающий к ним роман «Шевалье де Мезон-Руж»,  посвящённые трагическим событиям во Франции последней трети XVIII столетия и событиям Великой французской революции. Во Франции также сняты мини-сериалы по романам «Графиня де Шарни» и «Шевалье де Мезон-Руж» (1963), никогда не демонстрировавшиеся в СССР и России.
- Во Франции критика отзывалась о мини-сериале «Жозеф Бальзамо» как об очень удачной экранизации романа Дюма. Однако немецкие производители были другого мнения — в частности, они были не очень довольны выбором Жана Маре на главную роль, так как в период съёмок артист был по крайней мере на 30 лет старше персонажа, выведенного в романах Дюма. Однако режиссёр Андре Юнебель настоял на кандидатуре своего любимого актёра, с которым они сотрудничали во многих фильмах.
- Из оригинальной режиссёрской 360-минутной версии, снятой для французского телевидения, впоследствии пришлось многое сократить, в результате осталась 225-минутная версия.  Французская версия состоит из 7 серий по 52 минуты каждая,  немецкая и австрийская значительно сокращённая версия состоит из 3 серий.
- Немецкий телеканал ZDF боялся неудачи, но хотя большинство немецких критиков оценили сериал скорее отрицательно, большинство немецких телезрителей не согласились. Редакторами ZDF и руководителями различных  программ были получены преимущественно положительные письма и отзывы.

## Премьера, DVD, CD
- Совместное производство телевидения стран Франции, Германии (ФРГ),  Австрии, Бельгии, Швейцарии, телекомпании ORTF (Франция), Technisonor (Франция), TSR (Телевидение швейцарской Романдии), RTBF (Бельгия), Tele München Fernseh Produktionsgesellschaft (TMG) (Германия), Zweites Deutsches Fernsehen (ZDF) (Германия), Österreichischer Rundfunk (ORF) (Австрия).
- Мини-сериал снят в 1972 году. Премьера во Франции состоялась 8 января 1973 года, в Германии — 23 декабря 1973 года, поэтому в разных источниках информации годом выпуска мини-сериала указывается и 1972 год, и 1973 год.
- В 2002 году мини-сериал выпущен на 2 DVD фирмой  «Concorde Home Entertainment».
- Музыка из мини-сериала выпущена на CD:  «Приключения классики» — «Оригинальная музыка из телесериала», 2 компакт-диска, музыка BSC / Prudence 398.6619.2 Cine Soundz (Германия, 2001).
- Мини-сериал неоднократно демонстрировался в СССР по советскому телевидению и в России по российскому телевидению на центральных телеканалах, был профессионально переведён и озвучен на русский язык.
- В России на DVD пока не выпущен.